# Волочій Богдан Юрійович
Волочій Богдан Юрійович (нар. 17 травня 1948, м. Львів) — доктор технічних наук, професор кафедри теоретичної радіотехніки та радіовимірювання Національного університету «Львівська політехніка». Результати наукової роботи опубліковано в понад 160 наукових працях. Серед них 2 монографії, 2 посібника, 4 авторські свідоцтва на винаходи. Є учасником вітчизняних і зарубіжних наукових конференцій.

## Біографія
Народився 17 травня 1948 року в м. Львові. У 1971 році закінчив Львівський політехнічний інститут за спеціальністю «Радіотехніка».
В 1980 році захистив кандидатську дисертацію на тему «Розробка та дослідження адаптивних алгоритмів функціонування бортових радіотелеметричних систем збору і передачі даних» в Московському авіаційному інституті. Вчене звання доцент присвоєно в 1986 році.
Із 1986 по 1996 рр. завідував кафедрою теоретичної радіотехніки та радіовимірювань Львівського політехнічного інституту. У 2008 році захистив докторську дисертацію в Національному університеті «Львівська політехніка». У рамках свого наукового напрямку підготував двох кандидатів технічних наук 